# Portbou
Portbou (em catalão e oficialmente) ou Port-Bou (em castelhano) é um município da Espanha na comarca de Alt Empordà, província de Girona, comunidade autónoma da Catalunha. Tem 9,3 km² de área e em 2021 tinha 1 095 habitantes (densidade: 117,7 hab./km²).
Situa-se na fronteira entre a Espanha e França (Cerbère). O seu nome deriva do catalão  port (porto) e bou (boi).

## Demografia
| Variação demográfica do município entre 1991 e 2004 [carece de fontes?] | Variação demográfica do município entre 1991 e 2004 [carece de fontes?] | Variação demográfica do município entre 1991 e 2004 [carece de fontes?] | Variação demográfica do município entre 1991 e 2004 [carece de fontes?] |
| ----------------------------------------------------------------------- | ----------------------------------------------------------------------- | ----------------------------------------------------------------------- | ----------------------------------------------------------------------- |
| 1991                                                                    | 1996                                                                    | 2001                                                                    | 2004                                                                    |
| 1913                                                                    | 1614                                                                    | 1398                                                                    | 1365                                                                    |